# Det danske mindretal i Sydslesvig
Det danske mindretal i Sydslesvig eller danske sydslesvigere er betegnelsen for de danske/dansksindede i Sydslesvig syd for den dansk-tyske grænse. Mindretallet omfatter i dag cirka 50.000 tyske statsborgere med dansk identitet (danskere med tysk pas).

## Historie
Mindretallet opstod efter genforeningen i 1920, da den sydlige del af Slesvig med op til 20.000 dansksindede forblev under tysk styre , mens Nordslesvig kom til Danmark. Historien går dog tilbage til før den anden slesvigske krig i 1864, hvor Danmark mistede hele Sønderjylland til Preussen. Befolkningen i den sydlige halvdel af Slesvig (bortset fra Flensborg) var på det tidspunkt overvejende tysksindet, men der blev talt dansk (angeldansk, fjoldemål og
mellemslesvigsk) som hverdagssprog ned til Husum, Slesvig by og Slien indtil år 1800. Grænsen mellem dansk og tysk befolkning gik i middelalderen lidt nord for Ejderen omtrent mellem Husum og Egernførde. 
Historiker og rigsarkivar Johan Peter Noack har været stærkt engageret i forskning vedrørende grænseregioner, og emnet for hans doktordisputats fra 1989 var Det Danske Mindretal i Sydslesvig 1920-1945. Han har før og siden skrevet om tilhørsforhold samt om Nord- og Sydslesvig.

## Institutioner
De danske sydslesvigere står for en del institutioner i regionen. Dansk Skoleforening driver eget skolevæsen med 46 danske skoler. Blandt dem er også de to danske gymnasier Duborg-Skolen i Flensborg og A.P. Møller Skolen i Slesvig by. Lidt syd for Flensborg ligger Jaruplund Højskole. Dansk Centralbibliotek driver centralbiblioteket i Flensborg og fire folkebiblioteker. Desuden findes Dansk Kirke i Sydslesvig, Dansk Sundhedstjeneste, dagbladet Flensborg Avis og mange kulturelle foreninger.
Den største forening er Sydslesvigsk Forening (SSF) med cirka 14.000 medlemmer. De danske idræts- og ungdomsforeninger samles i Sydslesvigs danske Ungdomsforeninger (SdU). Politisk bliver de danske og frisiske sydslesvigere repræsenteret af Sydslesvigsk Vælgerforening (SSV eller SSW). Det sydslesvigske Samråd er organisationernes samarbejdsorgan.
De danske årsmøder i Sydslesvig er en årlig tilbagevendende festweekend i starten af juni med arrangementer i hele regionen.
Den danske støtte til Sydslesvig administreres af det af Folketinget udpegede Sydslesvigudvalg. Dertil kommer en række folkelige, danske foreninger i Kongeriget, som støtter det danske mindretal, såsom Grænseforeningen, Slesvig-Ligaen og Sydslesvigsk Udvalg af 5. maj 1945.
Dansk Generalkonsulat Flensborg blev oprettet i 1920 med det specielle formål at varetage det danske mindretals opgaver og interesser, og derved adskiller det sig fra generalkonsulaterne i Hamborg og München. Derudover er Danmark repræsenteret ved en ambassade i Berlin.